# Bjurtjärnen (Hackås socken, Jämtland)
Bjurtjärnen är en sjö i Bergs kommun i Jämtland och ingår i Ljungans huvudavrinningsområde.